# Dentifovea
Dentifovea é um gênero de mariposa pertencente à família Crambidae.